# Loki fogadása
Loki fogadása a skandináv mitológia egyik története, ami az ekvivokáció vagyis a szóazonosságon alapuló érvelési hiba egyik példája. Egy fogadás elvesztése miatt Loki fejét lehetett volna venni, de ő ezt azzal akadályozta meg, hogy nem lehet tudni, egész pontosan meddig tart a nyaka, aminek megvágását nem engedélyezte.

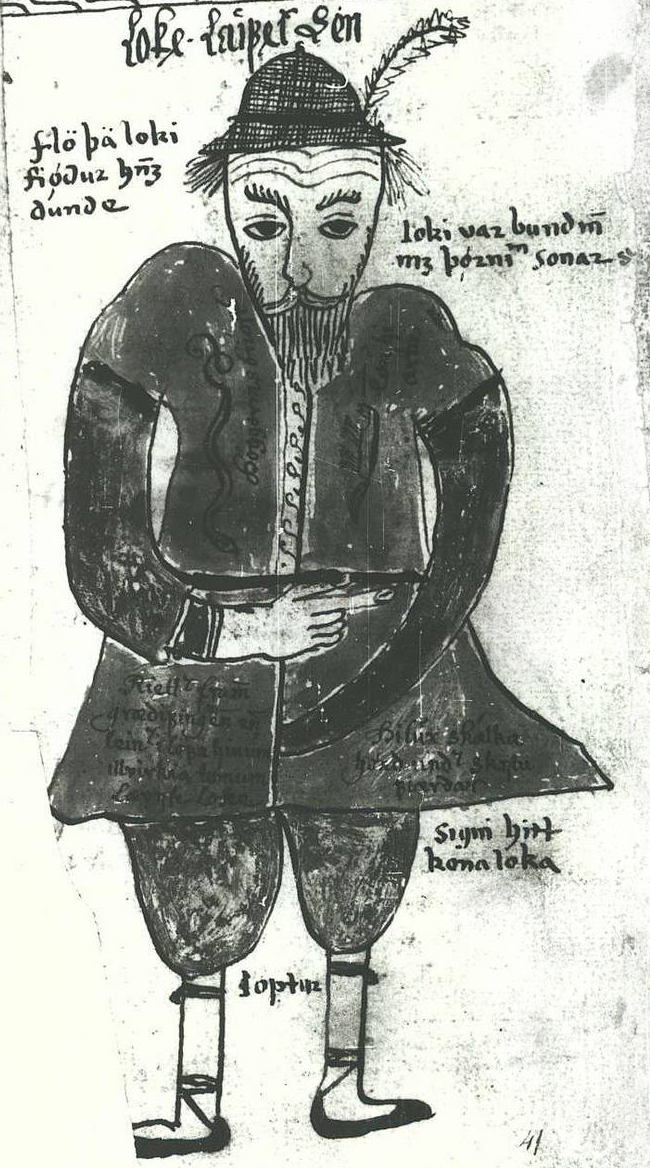
A fortélyos Loki istenség ábrázolása 1680-ból.

## Használata
Ekkor az adott kifejezés vagy fogalom egészen pontos meghatározásának lehetetlenségére hivatkozva az érv egészét kérdőjelezi meg. A túlzott pontosítás során Zénón paradoxonjaihoz hasonlóan egy fogalom érvényét veszti.

## A fogadás története
A fogadás részletei Snorri Sturluson Eddájában, a Skáldskaparmál versében kerültek először lejegyzésre. A történet szerint az ármányos Loki öncélúan felkereste a törpéket, akiket Ivaldi (vagy Ovaldi) fiainak hívtak és sok értékes dolgot készítettek az isteneknek, mint Odin lándzsáját, a Gungnirt, vagy Frey elsüllyeszthetetlen hajóját, a Skidbladnirt. Loki a fejét ajánlotta Sindri (vagy Eidri) és testvére, Brokk számára. A fogadás szerint soha nem fognak olyan csodálatos dolgot készíteni, mint Ivaldi fiai. A fogadást elfogadták és a két testvér egyből munkához is kezdett. Loki egy léggyé változva többször is megzavarta munkájukat, de ennek ellenére három csodás dolgot is készítettek: Gullinburstit - Frey vaddisznóját, Draupnirt, Odin gyűrűjét és Mjölnirt, Thor kalapácsát. A törpe testvérpár megnyerte a fogadást – Loki fejét –, de nem lehetett teljesíteni, mert a nyakát is le kellett volna vágniuk, ami nem volt benne a fogadásban. Brokk erre összevarrta Loki száját, hogy megleckéztesse.